# 2022년 세계 단체 탁구 선수권 대회
제56회 세계 탁구 선수권 대회'는 2022년 중화인민공화국 청두에서 개최될 예정이다.